# Шведски аранжман
Шведски аранжман  је југословенски и српски филм снимљен 1989. године, по сценарију Зорана Госпића.

## Кратак садржај
У овој, понекад комичној, понекад трагичној, доста акционој и атрактивној причи, преплићу се судбине људи с разних страна Европе. Петер Валек је типичан становник малог чешког града, димњачар по занимању, који би желио да са својом женом Јаном што мирније проживи свој живот. Драган је Београђанин који, у потрази за бољим животом, доспијева у Хамбург као возач тешких друмских крстарица.
И не знајући, уплетен је у опасну трговину дрогом. У исто вријеме, када Драган креће на своју прву вожњу од Хамбурга до Истамбула и назад, по истој рути полази и луксузан шведски аутобус препун постаријих дама које ће у пакет-аранжману обићи Европу за двије недјеље. Сви се они током филма срећу на свом путовању које има различите сврхе и различите свршетке.
Њихов пут ће се често преплитати, а саобраћајни удес спојиће две животне приче. Возач камиона удари у кућу на заобилазници међународне магистрале кроз Чехословачку. Удес открива возачу да је поред поморанџи превозио и дрогу.

## Улоге
| Глумац              | Улога         |
| ------------------- | ------------- |
| Бранко Видаковић    | Драган        |
| Милан Ерак          | Стево Лифтбој |
| Јелена Тинска       | Инге          |
| Алија Аљевић        |               |
| Љиљана Благојевић   | Милица        |
| Синиша Ћопић        |               |
| Миленко Ђедовић     |               |
| Хајрудин Хоџић      |               |
| Мирсад Хуковић      |               |
| Ибро Карић          |               |
| Драган Максимовић   |               |
| Зинаид Мемишевић    |               |
| Зоран Миљковић      |               |
| Слободан Нинковић   |               |
| Ратко Петровић      |               |
| Нађа Родић          |               |
| Ана Симић           |               |
| Зоран Симоновић     |               |
| Боривоје Стојановић |               |
| Мирослав Таборски   |               |
| Анте Вицан          |               |
| Милан Влачовски     |               |
| Ризо Влаховљак      |               |
| Небојша Зубовић     |               |